# Uffo Daniel Horn

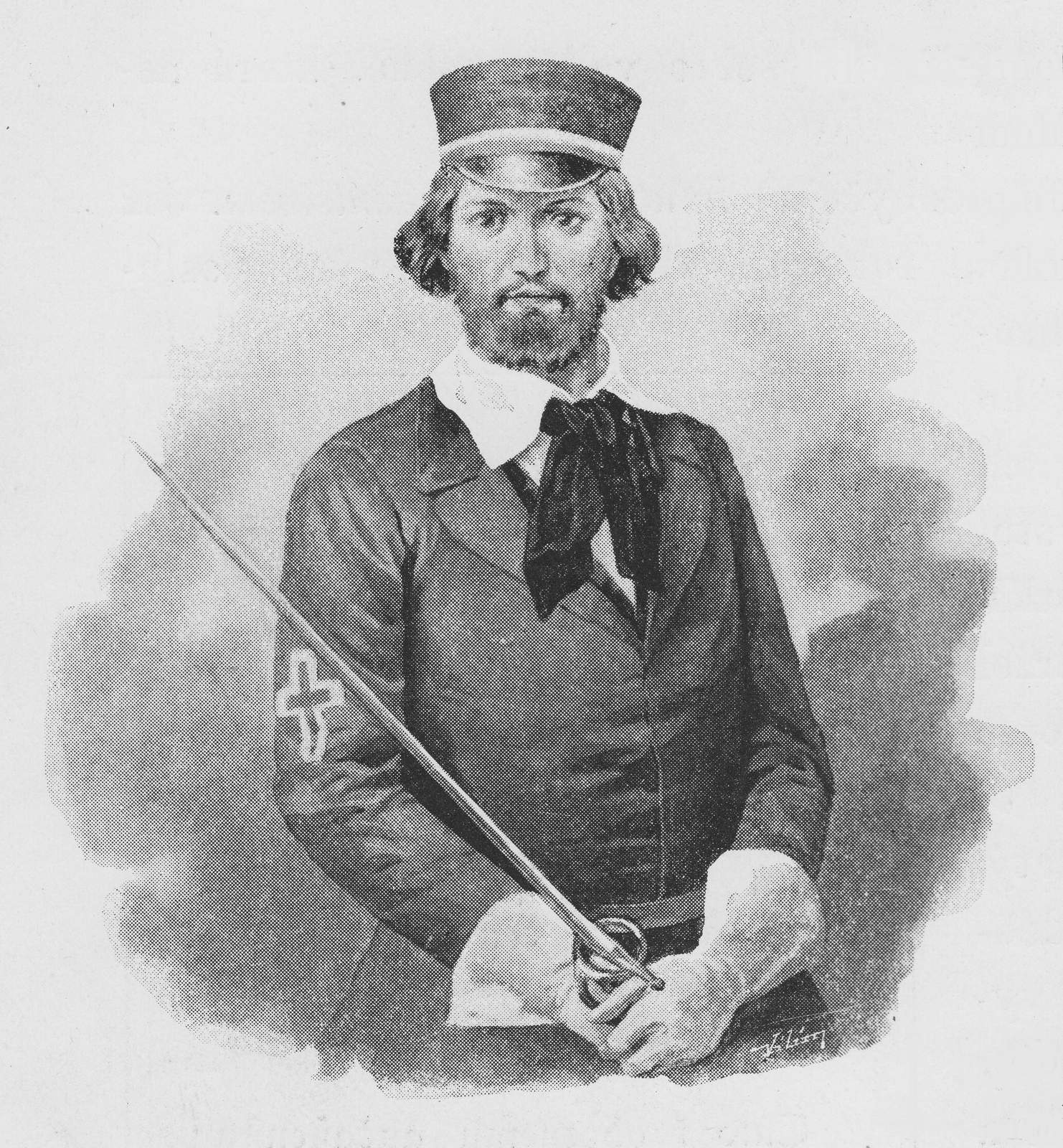
Uffo Daniel Horn (1848)

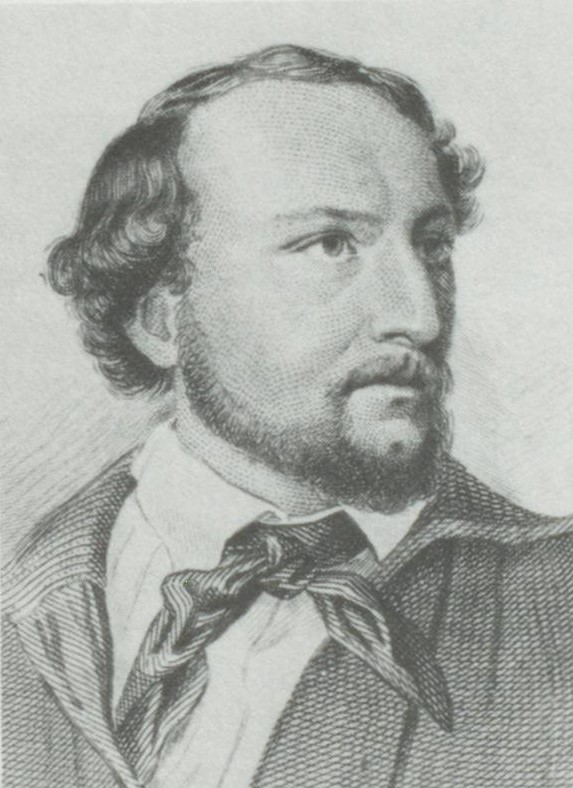

Uffo Daniel Horn (* 18. Mai 1817 in Trautenau, Böhmen; † 23. Mai 1860 ebenda) war ein böhmischer Dichter.

## Leben
Horn studierte in Prag und Wien Jura. Zu dieser Zeit erprobte er sein poetisches Talent in Gedichten und dramatischen Arbeiten, machte dann größere Reisen nach Italien, Frankreich, Ungarn, Norddeutschland und Belgien und lebte seit 1846 in Dresden. Als er dort von der in Prag ausgebrochenen tschechischen Bewegung im Revolutionsjahr 1848 erfuhr, reiste er dorthin. Er trat als Redner für die deutsch-konstitutionelle Partei auf, obwohl er früher von der tschechischen Sache nicht viel hielt, wie sein Trauerspiel König Ottokar (4. Auflage, Prag 1859) zeigt. Er nahm als Freiwilliger am Schleswig-Holsteinischen Krieg (1848–1851) bis zu Ende teil, worüber er in der Schrift Von Idstedt bis zu Ende (Hamburg 1851) berichtete. Seitdem lebte er als Mitarbeiter an zahlreichen Zeitschriften und Jahrbüchern, darunter von 1842 bis 1858 an dem literarischen Jahrbuch Libussa von Paul Alois Klar (1801–1860) in seiner Heimatstadt Trautenau und starb dort am 23. Mai 1860.

## Publikationen
Von seinen novellistischen Arbeiten sind hervorzuheben: Böhmische Dörfer, treue Bilder aus dem böhmischen Volksleben (Leipzig 1847, 2 Bände); Aus drei Jahrhunderten (Leipzig 1851, 2. Aufl. 1853) und Bunte Kiesel (Prag 1859); von seinen dramatischen Dichtungen das Preislustspiel Die Vormundschaft und das einaktige Drama Camoens im Exil (Wien 1839). Auch veröffentlichte er Gedichte (Leipzig 1847); Die Einführung der Jesuiten in Böhmen (1850). Uffo Horn gilt als Verfasser des Pamphlets Oesterreichischer Parnass (1842), einer despektierlichen Abrechnung mit den österreichischen Literaten des Vormärz’.